# رودريغو لوبيز
رودريغو لوبيز (بالإسبانية: Rodrigo López)‏ (10 مايو 1988 غوادالاخارا المكسيك - ) هو لاعب كرة قدم مكسيكي يلعب كلاعب وسط.

## روابط خارجية
- رودريغو لوبيز على موقع الدوري الأمريكي (الإنجليزية)
- رودريغو لوبيز على موقع قاعدة بيانات كرة القدم.إي يو (الإنجليزية)
- رودريغو لوبيز على موقع Soccerway.com (الإنجليزية)